# Sonolumineszenz
Unter Sonolumineszenz (lateinisch sonare „tönen“, lumen „Licht“) versteht man ein physikalisches Phänomen, bei dem eine Flüssigkeit unter starken Druckschwankungen ultrakurze, hochenergetische Lichtblitze aussendet. Die Sonolumineszenz ist daher eine spezielle Art der Lumineszenz. Ein sehr ähnliches Phänomen, das beim Schnappen der Schere von Knallkrebsen auftritt, wird in Anlehnung an Sonolumineszenz als Shrimpoluminescence bezeichnet.

## Ursachen
Auslöser des Phänomens ist Kavitation (Entstehen und Auflösen von Hohlräumen in Flüssigkeiten), die mit Ultraschall geeigneter Stärke und Frequenz in Flüssigkeiten künstlich erzeugt werden kann. Es bilden sich permanent neue Hohlräume, die sich zuerst schnell ausdehnen, um anschließend zu implodieren. Beim Kollaps dieser Hohlräume kann aus bisher nicht geklärten Gründen ein kurzer Lichtblitz entstehen. An der Oberfläche kollabierender Hohlräume wurden Temperaturen von über 10.000 °C gemessen.

## Forschung
Sonolumineszenz wurde zuerst 1934 von Hermann Frenzel und Schultes an der Universität zu Köln entdeckt, als sie an einem Sonarexperiment arbeiteten. In dem Experiment wurde ein Ultraschallgenerator in ein Entwicklerbad getaucht, um die Entwicklungszeit des fotografischen Films zu verkürzen. Anstatt des Bildes sahen die Forscher auf dem Film nach der Entwicklung viele kleine, helle Punkte und schlossen daraus, dass in der Entwicklungsflüssigkeit kleine Bläschen entstanden waren, die Licht ausstrahlen mussten, während der Ultraschallgenerator eingeschaltet war. Zu dieser Zeit war es allerdings noch nicht möglich, den Effekt genauer zu untersuchen, da die Blitze zu unregelmäßig und zu kurz waren. Das Experiment wird auch N. Marinesco und J. J. Trillat im Jahr 1933 zugeschrieben. Dieses Phänomen wird seitdem Multi-Bubble-Sonoluminescence (MBSL) (auf Deutsch Mehrblasen-Sonolumineszenz) genannt.
1974 wurde von Werner Lauterborn als Ergebnis experimenteller Untersuchungen eine Erweiterung der Rayleigh-Plesset-Gleichung zur Beschreibung des Blasenradius veröffentlicht:

## Formeln

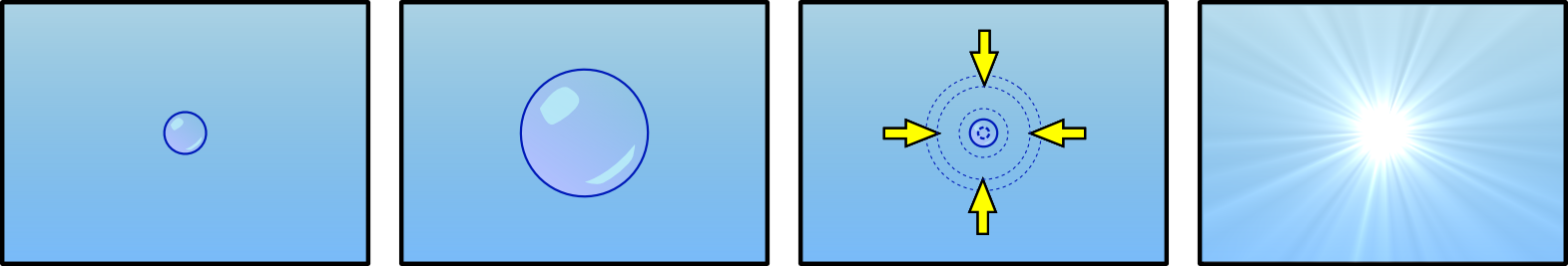
Von links nach rechts: Auftreten der Blase, langsame Expansion, schneller plötzlicher Kollaps, Lichtemission

{\displaystyle {\ddot {R}}+{\frac {3}{2R}}{\dot {R}}^{2}={1 \over \rho \cdot R}\left(p_{n}\left({\frac {R_{n}}{R}}\right)^{3\chi }+p_{\mathrm {d} }-{\frac {2\sigma }{R}}-{\frac {4\mu }{R}}{\dot {R}}-p_{\mathrm {stat} }-p(t)\right)}
mit
{\displaystyle p_{n}={2\sigma  \over R_{n}}+p_{\mathrm {stat} }+p_{\mathrm {d} }}
{\displaystyle R}: momentaner Radius der kugelförmigen Blase
{\displaystyle \rho }: Dichte der Flüssigkeit
{\displaystyle R_{n}}: Ruheradius der Blase
{\displaystyle p_{n}}: Gasdruck in der Blase bei {\displaystyle R=R_{n}}
{\displaystyle \chi }: Polytropenexponent des Gases in der Blase
{\displaystyle p_{\mathrm {d} }}: Dampfdruck der Flüssigkeit
{\displaystyle p_{\mathrm {stat} }}: statischer Außendruck am Ort der Blase
{\displaystyle \sigma }: Oberflächenspannung der Flüssigkeit
{\displaystyle \mu }: Viskosität der Flüssigkeit

## Theorien
Nicht alle Details der Sonolumineszenz sind vollständig verstanden. Eine Theorie besagt, dass das Gas in einem implodierenden Hohlraum durch adiabatische Kompression so hoch erhitzt wird, dass es aufleuchtet. Für diese Theorie spricht, dass das Leuchten ein kontinuierliches Spektrum besitzt, was auf thermische Strahlung hinweist. Weiter konnte ein zeitlicher Zusammenhang zwischen den Lichtblitzen und dem Zusammenfall der Hohlräume festgestellt werden. Die Lichtblitze traten immer im letzten Moment des Zusammenfalls auf. Höhere Atommasse und damit schlechtere Wärmeleitfähigkeit des in der Flüssigkeit gelösten Gases beeinflussen die Lichtintensität positiv. Sowohl sehr hohe als auch sehr niedrige Viskosität der den Hohlraum umgebenden Flüssigkeit verringern dagegen die Leuchtintensität.
Spektakuläre Erklärungsversuche sind quantenfeldtheoretische Überlegungen, es handele sich entweder um einen Effekt der Vakuumenergie oder um Kernfusion, nutzbar als Energiequelle, als sogenannte Bläschenfusion. Beide Erklärungen stoßen in der Fachwissenschaft auf starke Skepsis, insbesondere nachdem der Versuchsleiter Rusi P. Taleyarkhan des angeblichen Nachweises der Bläschenfusion zum zweiten Mal des wissenschaftlichen Fehlverhaltens bezichtigt (2006 und 2008, beidesmal mit sehr ähnlichen Anschuldigungen) und 2008 schuldig gesprochen wurde, wodurch seine Beobachtungen infrage gestellt werden. Die Art und Weise, wie die Untersuchungen der Purdue-Universität durchgeführt wurden, sind aber in der Fachwelt ebenfalls nicht unumstritten.

## Multi-Bubble-Sonolumineszenz

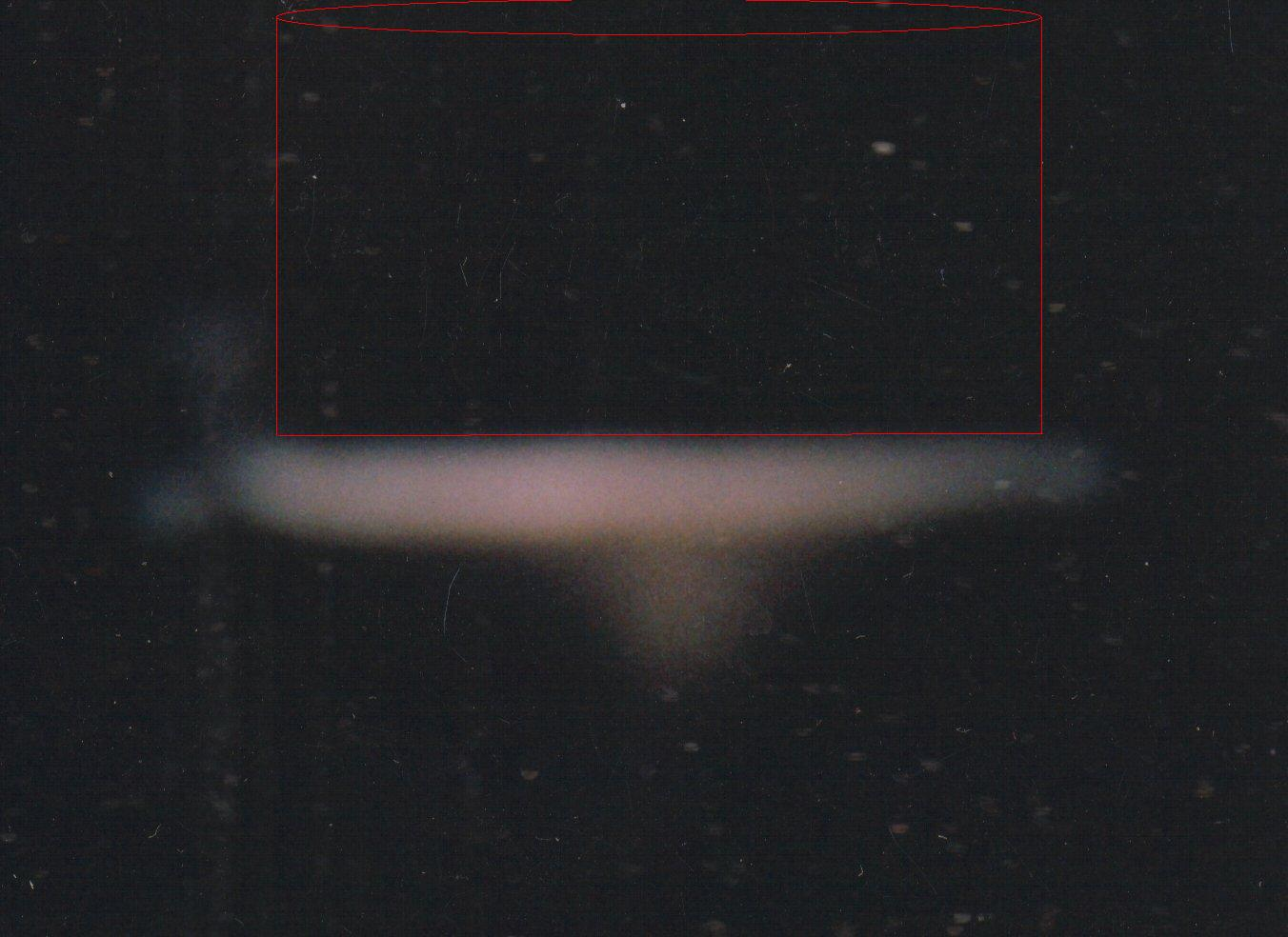
Glycerin bei 0 °C mit einer Branson Sonifier 450 Sonotrode beschallt. Aufnahme bei 5 min Belichtungszeit mit einem hochempfindlichen Film. Position der Sonotrode mit einer roten Linie angedeutet

Mit Multi-Bubble-Sonolumineszenz (kurz MBSL) bezeichnet man die zuerst entdeckte Form der Sonolumineszenz. Diese Beobachtung von schwachem Leuchten in mechanisch stark bewegten Flüssigkeiten führte zur Entdeckung der Sonolumineszenz. Das sehr kurze und auch nur schwach leuchtende Blitzen, das bei der MBSL zufällig an verschiedenen Orten im Versuchsgefäß auftritt, ist nur schwer für das menschliche Auge wahrzunehmen. Deshalb benötigte man für diesen Versuch lichtverstärkende Kameras oder Langzeitbelichtung beim Filmmaterial.

## Single-Bubble-Sonolumineszenz

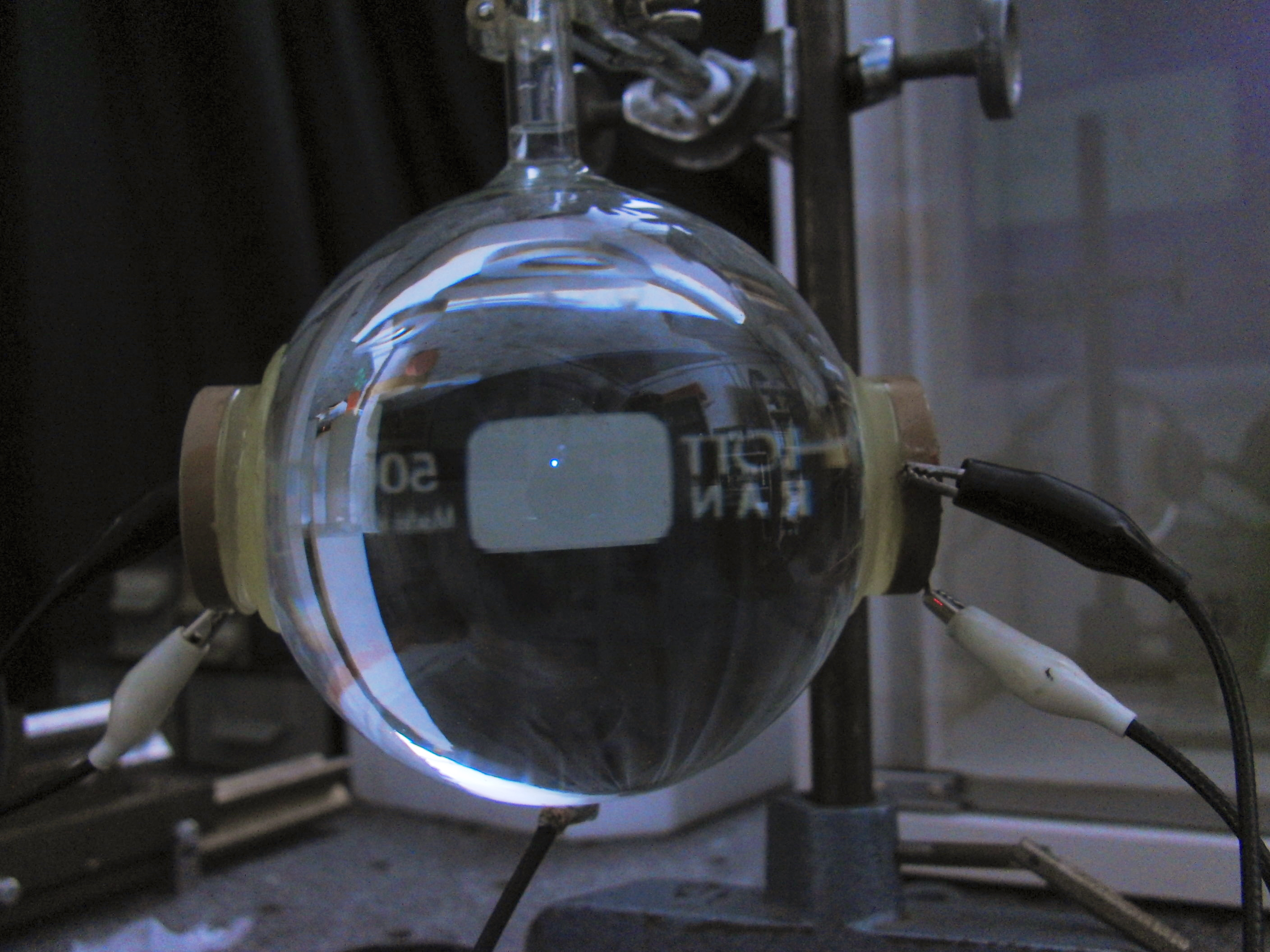
Bild einer Einzelblasensonolumineszenz

Weiters hat eine neuentdeckte Form der Sonolumineszenz,  die Einzelblasensonolumineszenz (engl. Single Bubble Sonoluminescence, SBSL), das Interesse der Forschung geweckt. Deren Besonderheit liegt darin, dass eine einzige leuchtende Kavitationsblase über längere Zeit an einem Ort stabil gehalten und untersucht werden kann. Das geschieht dadurch, dass man eine einzelne Luftblase in einem stehenden Ultraschallfeld hält und dort über mehrere Zyklen periodisch komprimiert und dekomprimiert.
Die SBSL ist für Beobachtungen besser geeignet als die MBSL, weil bei der SBSL die schwachen Lichtblitze, welche eine Dauer von nur wenigen Picosekunden haben, durch ihre schnelle Abfolge an gleicher Stelle wie eine ständig leuchtende Blase erscheinen.